# 大黄山街道
大黄山街道是中华人民共和国江苏省徐州市贾汪区下辖的一个街道办事处，实属徐州经济技术开发区。
2013年8月6日，江苏省人民政府批复同意撤销庙山镇，以原庙山镇的前王、湖庄、小黄山、大黄山、夏庄、可恋庄、张庄、坡里、西朱、荆山、王可乐、狼古墩12个村委会区域和中王庄、东王庄、前蟠桃、后蟠桃、桥南头、黄山、华新、家园、安顺、华美、三孔桥、老户人12个居委会区域，设立大黄山街道办事处，街道办事处驻杨山路168号。

## 行政区划
大黄山街道下辖以下村级行政区划单位：
中王庄社区、东王庄社区、桥南头社区、后蟠桃社区、前蟠桃社区、大黄山社区、华新社区、家园社区、安顺社区、华美社区、三孔桥社区、老户人家社区、可恋庄村、坡里村、前王村、张庄村、小黄山村、西朱村、大黄山村、荆山村、王可乐村、狼古墩村、湖庄村和夏庄村。